# Friedrich Salomon Krauss
Friedrich Salomon Krauss (* 7. Oktober 1859 in Požega, Österreich-Ungarn; † 29. Mai 1938 in Wien) war ein österreichischer Ethnologe, Sexualforscher und Slawist.

## Leben
Krauss – aus einer jüdischen Kleinhändlerfamilie stammend – studierte von 1877 bis 1881 Klassische Philologie und Geschichte bei Theodor Gomperz an der Universität Wien, wo er 1882 zum Dr. phil. promoviert wurde. Zu seinen ersten Veröffentlichungen zählt die Übersetzung Artemidor von Daldis’ Oneirokritika (griech. „Traumdeutung“), auf die sich Sigmund Freud in seiner Traumdeutung (1900) bezieht.
Im Auftrag des Kronprinzen Rudolf und der Anthropologischen Gesellschaft in Wien führte Friedrich Krauss eine Forschungsreise in Bosnien, Herzegowina, Slowenien, Kroatien und Dalmatien durch. Während seiner Feldforschungen von 1884 bis 1885 sammelte Krauss – gemeinsam mit Gewährsmännern – an die 200.000 Verse der Guslarenlieder der moslemischen Slawen. Die unerwartet große Fülle südslawischer Folklore und Volkserzählungen veröffentlichte Friedrich Krauss in zwei Bänden.
Von 1891 bis 1901 war Krauss als Sekretär der Israelitischen Allianz in Wien tätig. Er war Herausgeber der Anthropophyteia. An der Kriegsinvalidenschule lehrte er von 1914 bis 1919. Er arbeitete als Gerichtsdolmetscher für südslawische Sprachen und übersetzte Werke der Autoren Branislav Nušić und Svetozar Ćorović.
1908 unterstützte Krauss redaktionell die Gründung der Zeitschrift für Sexualwissenschaft, die Magnus Hirschfeld jedoch nur ein Jahr lang im Leipziger Verlag Georg H. Wigand herausgeben konnte.
Krauss prägte den Begriff der Paraphilie, der Abweichung der sexuellen Präferenz. Vom 16. bis 23. September 1930 beteiligte er sich – gemeinsam mit insgesamt zweitausend Teilnehmern – in Wien am 4. Kongress der Weltliga für Sexualreform.

## Veröffentlichungen

### Monografien
- Sitte und Brauch der Südslaven. Wien 1885.
- Volksglaube und religiöser Brauch der Südslaven. Münster 1890.
- Böhmische Korallen aus der Götterwelt: Folkloristische Börseberichte vom Götter- und Mythenmarkte. Wien 1893.
- Streifzüge im Reiche der Frauenschönheit. Schumann, Leipzig 1903.
- Die Braut muss billig sein. Ein bosnisch Singspiel. A. Schumann’s Verlag, Leipzig 1903.
- Die Anmut des Frauenleibes. Schumann, Leipzig 1904.
- Die Frauen im Schönheitsspiegel der Völker mit gegen 3000 Abbildungen nach Originalphotographien, Deutsche Verlagsgesellschaft, Leipzig 1906.
- Slavische Volksforschungen. Abhandlungen über Glauben, Gewohnheitsrechte, Sitten, Bräuche und die Guslarenlieder der Südslaven, vorwiegend auf Grund eigener Erhebungen. Leipzig 1908.
- mit Tamio Satow: Das Geschlechtsleben des japanischen Volkes. 2 Bände. Leipzig 1932.
- Volkserzählungen der Südslaven. Märchen und Sagen, Schwänke, Schnurren und erbauliche Geschichten. Hrsg.: Raymond L. Burt und Walter Puchner. Wien 2002, ISBN 3-205-99457-4.

### Aufsätze
- Die Quälgeister bei den Südslawen. I. Mora; II. Vukodlak, der Werwolf. In: Das Ausland 63 (1890), S. 329–333 und S. 410–414.

### Herausgeberschaft
- 1903–1904: Kunst. Halbmonatsschrift für Kunst und alles andere. Zeitschrift der Vereinigung Bildender Künstler Österreichs. Gemeinsam herausgegeben mit Arthur Brehmer.
- 1904–1913: Anthropophyteia. Jahrbücher für folkloristische Erhebungen und Forschungen zur Entwicklungsgeschichte der geschlechtlichen Moral. Erschienen sind 10 Bände, die ergänzt wurden:[3]
  - 1906–1907: Historische Quellenschriften. 4 Bände.
  - 1907–1929: Beiwerke. 9 Bände.
- Der Volksmund. Alte und neue Beiträge zur Volksforschung. Deutsche Verlagsactiengesellschaft, Leipzig.

### Übersetzungen
- Vukasovic Vid Vuletic: Die Blume von Cannosa – Mater Dolorosa. Zwei serbische Novellen. Deutsche Verlagsactiengesellschaft, Leipzig 1906.
- John Gregory Bourke: Der Unrat in Sitte, Brauch, Glauben und Gewohnheitsrecht der Völker. Geleitwort von Sigmund Freud. Übersetzung gemeinsam mit Hermann Ihm. Ethnologischer Verlag, Leipzig 1913.
- Artemidor von Daldis: Traumkunst. Neubearbeitet u. Nachwort von Gerhard Löwe. Einleitung von Fritz Jürss. Reclam, Leipzig 1991, ISBN 3-379-00712-9 (Digitalisat der Ausgabe 1881).